# Lacerna
Lacerna is een mosdiertjesgeslacht uit de  familie van de Lacernidae en de orde Cheilostomatida.

## Soorten
- Lacerna arachnoides (MacGillivray, 1883)
- Lacerna baculifera (Canu & Bassler, 1929)
- Lacerna eatoni (Busk, 1876)
- Lacerna gabriellae Marcus, 1955
- Lacerna hosteensis Jullien, 1888
- Lacerna problematica Gordon, 1984
- Lacerna styphelia (Gordon, 1989)
- Lacerna watersi Hayward & Thorpe, 1989

Niet gaccepteerde soorten:
- Lacerna improvisa Uttley & Bullivant, 1972 → Buffonellodes improvisa (Uttley & Bullivant, 1972)
- Lacerna incurvata Uttley & Bullivant, 1972 → Parkermavella incurvata (Uttley & Bullivant, 1972)